# Paul Michael Stephani
Paul Michael Stephani, född 8 september 1944 i Austin i Minnesota, död 12 juni 1998 i staden Oak Park Heights fängelse i samma delstat, var en amerikansk seriemördare. Han var även känd under namnet Weepy-Voiced Killer då han med en ångerfull och ljus röst ringde anonyma telefonsamtal till polisen och rapporterade sina brott. Han mördade totalt tre kvinnor i området kring Minneapolis-Saint Paul.
Stephani dog 1998 av hudcancer under tiden som han satt i fängelse.